# Smirnofova osveta
Smirnofova osveta je epizoda Zagora objavljena u svesci #160. u izdanju Veselog četvrtka. Na kioscima u Srbiji se pojavila 7. maja 2020. Koštala je 270 din. (2,27 €; 2,65 $) Imala je 94 strane.

## Originalna epizoda
Originalna epizoda pod nazivom La vendetta de Smirnoff objavljena je premijerno u #628. regularne edicije Zagora u izdanju Bonelija u Italiji 3. septembra 2017. Epizodu je nacrtao Valter Venturi, a scenario napisao Luiđi Minjako. Naslovnicu je nacrtao Alessandro Piccinelli. Koštala je 3,9 €.

## Detaljan sadržaj
Prolog. Epizoda započinje rimejkom pretposlednjeg dela epizode Blindirana soba na kojima Zagor sa Halgajevim indijancima uspeva da umakne Smirnofovim tobdžijama sa vrha tvrđave. Smirnof obećava Zagoru da će ga kad-tad pronaći i osvetiti se, dok Zagor pozdravlja tu odluku. 
Epizoda se nastavlja noćnom vožnjom kroz Darkvud u kojoj grof od Lapaleta beži od progonitelja, prateći znakove na drveću koje mu je Zagor opisao, kako bi došao do njegove kolibe u močvari. Gubeći se u mraku šume, dva Rusa nalaze Lapaleta i spremaju se da ga ubiju. Tada se pojavljuje Zagor, koji mu priskače u pomoć i spašava ga. U šumi je takođe i grupa Nemaca koja traži Lapaleta, i oni pucaju na njega i Zagora kad ih ugledaju, ali Zagor i Lapalet uspevaju da pobegnu. Kada saznaje da su to ljudi koje je vojvoda Smirnof poslao da ubiju Lapaleta, Zagor se najpre podseća prvog susreta sa Smirnofom (opisanom u ZS-430-431).
Epizoda sada anastavlja uprvao tamo gde se završila ZS-431. Nakon što su plemići napustili Darkvud, Zagor je krenuo za njima, jer im njihova priča o bezbačajnosti ljubavnog pisma nije bila uverljiva. Kada ih je stigao, zapita ih zašto bi Smirnof čuvao beznačajno ljubavno pismo u blindiranoj sobi? Da bi dokazao kako je pismo ipak važno (iako nije hemijska formula kako su Vikont i Smit to prvobitno predstavili), Zagor uzima papir i baca ga u vodu. Vikont i Smit tada priznaju Zagoru da oni nisu službenici Badenlandije, već ruski tajni agenti, a da je na papiru između redova ljubavnog pisma nevidljivim mastilom bila zapisana lista britanskih tajnih agenata širom sveta. Ruski agent je nameravao da pošalje tu listu za Moskvu, ali je pre toga ubijen, a spisak je završio u Smirnofovim rukama, zbog čega je car poslao njih da ga povrate. 
Zagor, Čiko i Lapalet odlaze ponovo do Smirnofove tvrđave na kanadskoj granici da bi se uverili da je ona sravnjena sa zemljom od strane ruskih kozaka. Zagor zatiče leš obučen u Smirnifovu uniformu i Smirnofove građe nakon čega zaključuje da je Smirnof mrtav. Međutim, po povratku u darkvudsku kolibu, Lapalet priča Zagoru o svom boravku u Vašingtonu, gde je nameravao da opljačka sef izvesnog bogataša Tejla F. Normisa, ali da je nakon što je ušao u vilu shvatio da je Normis zapravo Smirnof, koji je preživeo uništenje tvrđave tako što je pobegao i naredio svom slugi da obuče njegovu uniformu, kako bi svi poverovali da je mrtav. 
U salonu vile su bili okupljeni i vlasnici četiri najveće kompanije za proizvodnju oružja, kojima je Smirnof predložio tajni sporazum. Izložio im je svoj plan za izazivanje svetskog rata, tako što će započeti veliki rat između Rusije i Velike Britanije, koji će ličiti na Sedmogodišnji rat (trajao 1756-1763). Tokom rata bi njihove kompanije za proizvodnju oružja profitirale, a on bi uzimao procenat od toga. Da bi izazvao sukob, namerava da ubije lorda Malkolma Pisdžoja, rođaka kralja Džordža, dok on bude u lovu blizu kanadske granice. Ubice će biti Smirnofovi agenti, prerušeni u ruske kozake, kako bi se krivica svalila na Rusiju, a nakon toga bi i ostale zemlje bile uvučene u rat. 
Zagor kreće da pronađe Smirofa i spreči izbijanje rata, ali u Darkvudu ponovo nailazi na Smirnofove agnete koji ga traže da ga ubiju.

## Prethodno pojavljivanje Smirnofa
Grof Smirnof se prvi put pojavljuje u epizodama Zagonetna formula (ZS-430) i Blindirana soba (ZS-431), koje su objavljene u originalnoj Zlatnoj seriji u bivšoj Jugoslaviji 1978. godine. Ova epizoda je njihov direktan nastavak. Epizodu je teško razumeti bez čitanja ove dve epizode.

## Istorijski događaji i vreme dešavanja epizode
Na str. 84. vojvoda Smirnof pominje se Sedmogodišnji rat (trajao 1756-1763) i kaže industrijalcima da će im dati povod za svetski rat koji je ličio "na onaj od pre osamdesetak godina". To bi značilo da se epizoda dešava otrpilike oko 1843. godine.

## Prethodna i naredna epizoda
Prethodna sveska nosila je naziv Sedl Taun (#159), a naredna Rat špijuna (#161)